# Union progressiste (Frankreich, 3. Republik)

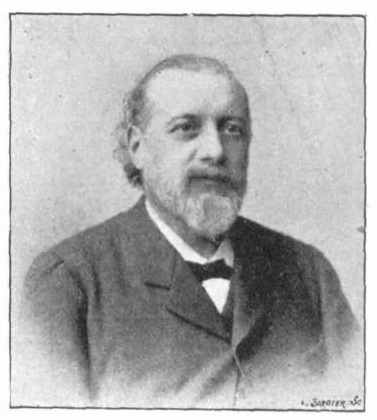
Gustave Isambert

Die Union progressiste (Fortschrittliche Union, auch Isambert-Fraktion genannt) war zwischen 1894 und 1902 eine parlamentarischen Fraktion in der Abgeordnetenkammer der Dritten Französischen Republik.

## Geschichte
Die Fraktion Union progressiste wurde am 1. Juni 1894 gegründet und ist als Reaktion auf die Beschwichtigungspolitik gegenüber den Katholiken, die sich der Republik angeschlossen hatten (Ralliement), zu verstehen – eine Politik des „neuen Geistes“, die von der „opportunistischen“ Mehrheit der regierenden Republikaner betrieben wurde.
Sie blieb dem ursprünglichen Antiklerikalismus der Gambettisten der Union républicaine treu (deren Erbe sie ausdrücklich für sich beanspruchten) und strebte die Wiederherstellung einer „republikanischen Konzentrationspolitik“ an, die die Radikalen ein-, aber sowohl die Ralliés als auch die kollektivistischen Sozialisten ausschloss. Abgeordnete des linken Flügels der Opportunisten sowie einige Radikale scharten sich um den Gambettisten Gustave Isambert, weshalb die Union progressiste oft auch als Isambert-Fraktion bezeichnet wurde (der Name Union progressiste wurde von Georges Trouillot vorgeschlagen).
Zu Beginn des Jahres 1896 zählte die Fraktion nicht nur 45 „exklusive“ Abgeordnete, sondern auch 90 Abgeordnete anderer Fraktionen (darunter die Gauche radicale), was ihren politischen Zusammenhalt nicht gerade erleichterte und zu zahlreichen Übertritten führte (vor allem zur Mehrheitsfraktion der regierenden Republikaner, die sich ebenfalls als Progressisten bezeichneten). Eine Mehrheit der etwa 20 aktiven Mitglieder der Isambert-Gruppe beschloss daraufhin, sich als geschlossene Gruppe zu konstituieren, deren Beratungen ausschließlich den Mitgliedern der Progressiven Union vorbehalten waren.
Die Union Progresiste, die nach den Parlamentswahlen von 1898 95 Abgeordnete zählte, bildete nun eine klare Opposition zu den Mitte-Rechts-Progressiven, die Jules Méline unterstützten. Während der Dreyfus-Affäre schloss sich ein Teil der Progressiven unter der Führung von Pierre Waldeck-Rousseau, insbesondere Maurice Rouvier, Raymond Poincaré und Louis Barthou, ihrer Position an. Die Union progressiste unterstützte somit die Politik der Regierung der republikanischen Verteidigung, die dreyfusianisch und eindeutig links ausgerichtet war. Sie schickte 1901 sogar eine Delegation zum ersten Kongress der Parti républicain, radical et radical-socialiste.
Die Fraktion, die nach Isamberts Tod und den Parlamentswahlen von 1902 in Union démocratique umbenannt wurde, zählte damals über 70 Mitglieder und war eine der wichtigsten parlamentarischen Vertretungen der Mitte-Links-Partei Alliance républicaine démocratique.

## Bekannte Mitglieder
Zu den prominenten Mitgliedern der Fraktion zählten:
- Jean-Baptiste Darlan (1848–1912), Politiker
- Théophile Delcassé (1852–1923), Staatsmann
- Étienne Dujardin-Beaumetz (1852–1913), Maler
- Eugène Étienne (1844–1921), Politiker
- Gustave Isambert
- Gustave Lhopiteau (1860–1941), Jurist und Politiker
- Émile Maruéjouls (1837–1908), Jurist und Politiker
- Georges Trouillot
- Ernest Vallé (1845–1920), Jurist und Politiker